# Kreisgericht Pleß
Das Kreisgericht Pleß war ein preußisches Kreisgericht in der damaligen preußischen Provinz Schlesien mit Sitz in Pleß.

## Geschichte
1849 wurden in Preußen einheitlich Kreisgerichte geschaffen. Hierbei wurde die Patrimonialgerichtsbarkeit abgeschafft und die Patrimonialgerichte aufgehoben. Das betraf vor allem das Fürstlich Anhalt-Köthen-Pleßsche Fürstentumsgericht Pleß, das Fürstlich Anhalt-Köthen-Pleßsche Justizamt Pleß, das Stadtgericht Pleß und das Stadtgericht Nicolai. Es entstand nun das Königliche Kreisgericht Pleß. Es umfasste den Kreis Pleß Zuständiges Appellationsgericht war das Appellationsgericht Ratibor.
Gerichtskommissionen, also Zweigstellen des Gerichtes mit weniger als drei Richtern, wurden in Neu-Berun und Nicolai eingerichtet. Gerichtstage wurden in Alt-Berun gehalten.
Am Gericht waren 1870 ein Direktor und zehn Kreisrichter eingesetzt. Die Zahl der Gerichtseingesessenen betrug 85.236. Für Schwurgerichtssachen war das Kreisgericht Beuthen zuständig.
Im Rahmen der Reichsjustizgesetze wurde das Gerichtswesen in Deutschland 1879 vereinheitlicht. Damit wurde das Kreisgericht Pleß aufgehoben und das königlich preußische Amtsgericht Pleß mit Wirkung zum 1. Oktober 1879 als eines von sechs Amtsgerichten im Bezirk des Landgerichtes Gleiwitz als Nachfolger gebildet. Auch die Gerichtskommission Nicolai wurde 1879 in ein Amtsgerichte umgewandelt (Amtsgericht Nicolai).